# ジェームズ・アワー
ジェームズ・アワー（英語: James E. Auer、ジェームズ・E・アワー、1941年 - 2024年5月16日）は、アメリカ合衆国の外交官。ヴァンダービルト大学名誉教授。

## 生涯
1941年ミネソタ州生まれ。米海軍の奨学金でミルウォーキーにあるマーケット大学を卒業し、1963年米海軍に入り、在日米海軍司令官付政治顧問、横須賀基地所属ミサイル・フリゲート艦長などを務め、1976年には日本の海上自衛隊幹部学校指揮幕僚課程（CS課程）に留学、1983年退役した。
タフツ大学フレッチャー法律外交大学院博士課程修了。論文「日本海上兵力の戦後の再軍備1945-71年」（1972年に日本語版「よみがえる日本海軍」として出版）で博士号を取得。退役後は国防総省に移り、国防次官特別補佐官（日本担当）として国の防衛力整備にまで大きな影響を及ぼした。1979～88年に国防総省日本部長を務めた。
1988年9月退官し、テネシー州ナッシュビルのヴァンダービルト大学教授に就任、同大学の米日研究協力センター所長を務める。2008年に旭日中綬章を受けた。
2024年5月16日、テネシー州ナッシュビルのホスピスで死去した。82歳没。パーキンソン病を患っていた。生前、「自分が亡くなったら、日本海において海上自衛隊の掃海艇から遺骨を水葬してほしい」とする遺言を残していたことから、翌年7月12日、京都府舞鶴沖でぶんご (掃海母艦)甲板上にて日米共同の葬礼行事が行われ、骨壺が日本海に投入された。

## 評価
国防総省勤務時に上司だったリチャード・アーミテージ元国務副長官は、かつての米国の対日政策は一方的な要求型だったが、アワーが日本部長になった後は日本が定めた安全保障上の目標を米国が後押しする形に変化し、日米関係が深化したと功績を評価。「真の愛国者であり、米国と日本を愛していた」と振り返った。